# Liga Mistrzów w piłce siatkowej (2013/2014)
Liga Mistrzów siatkarzy 2013/2014 (oficjalna nazwa: 2014 CEV DenizBank Volleyball Champions League) − 14. sezon Ligi Mistrzów rozgrywanej od 2000 roku (54. turniej ogólnie, wliczając Puchar Europy Mistrzów Krajowych), organizowanej przez Europejską Konfederację Piłki Siatkowej (CEV) w ramach europejskich pucharów dla 28 męskich klubowych zespołów siatkarskich Starego Kontynentu.

## System rozgrywek
Liga Mistrzów siatkarzy w sezonie 2013/2014 składała się z trzech rund: fazy grupowej, fazy play-off oraz Final Four:
- Faza grupowa: 28 drużyn podzielono na 7 grup. W poszczególnych grupach każda drużyna rozgrywa mecz i rewanż z pozostałymi.
- Faza play-off: składała się z rundy dwunastu i rundy sześciu. W rundzie dwunastu zespoły zostały podzielone na 6 par, tworząc drabinkę rozgrywek. Poszczególne pary rozgrywały dwumecz. O awansie decydowały kolejno: liczba wygranych spotkań, zwycięstwo w złotym secie granym do 15 punktów. Zwycięzcy awansowali do rundy sześciu, gdzie obowiązywały te same zasady co w poprzedniej rundzie.
- Final Four: uczestniczyli w nim gospodarz oraz zwycięzcy poszczególnych par z rundy sześciu. Final Four składało się z półfinałów, meczu o 3. miejsce oraz finału.

## Drużyny uczestniczące

### Podział miejsc w rozgrywkach
W sezonie 2012/2013 Ligi Mistrzów weźmie udział 28 zespołów z 16 federacji siatkarskich zrzeszonych w CEV. Liczba drużyn uczestniczących w Lidze Mistrzów ustalona została na podstawie rankingu CEV dla europejskich rozgrywek klubowych.
Liczba zespołów kwalifikujących się do Ligi Mistrzów w sezonie 2013/2014:
- 3 drużyny z federacji zajmującej miejsce 1-2 w rankingu,
- 2 drużyny z każdej z federacji zajmujących miejsca 3–8 w rankingu,
- 1 drużyny z każdej z federacji zajmujących miejsca 9–16 w rankingu,
- 2 dzikie karty przyznawane przez CEV.

Europejska Konfederacja Piłki Siatkowej postanowiła przyznać cztery dodatkowe dzikie karty, zwiększając liczbę uczestników do 28.
Prawo udziału w rozgrywkach można było uzyskać poprzez:
- zajęcie odpowiedniego miejsca w rozgrywkach ligowych,
- zdobycie pucharu kraju.

Każda federacja miała prawo wyboru jednej z trzech opcji, aby wyłonić uczestników rozgrywek.
| Ranking | Federacje                                                                          | Opcja | Rozkład drużyn | Rozkład drużyn     | Rozkład drużyn     | Uwagi                                                                                                  |
| ------- | ---------------------------------------------------------------------------------- | ----- | -------------- | ------------------ | ------------------ | --- |
| 1-2     | Włochy • Polska                                                                    | A     | mistrz kraju   | następny najlepszy | następny najlepszy | |
| 1-2     | Włochy • Polska                                                                    | B     | mistrz kraju   | następny najlepszy | następny najlepszy | jeśli mistrz lub wicemistrz kraju jest również zdobywcą pucharu kraju                                  |
| 1-2     | Włochy • Polska                                                                    | C     | mistrz kraju   | następny najlepszy | zdobywca pucharu   | jeśli zdobywca pucharu zajął miejsce w lidze nieupoważniające do gry w Lidze Mistrzów (tj. 4 i niższe) |
| 3-8     | Rosja • Grecja • Francja • Belgia • Niemcy • Turcja •                              | A     | mistrz kraju   | następny najlepszy |                    | |
| 3-8     | Rosja • Grecja • Francja • Belgia • Niemcy • Turcja •                              | B     | mistrz kraju   | następny najlepszy |                    | jeśli mistrz lub wicemistrz kraju jest również zdobywcą pucharu kraju                                  |
| 3-8     | Rosja • Grecja • Francja • Belgia • Niemcy • Turcja •                              | C     | mistrz kraju   | zdobywca pucharu   |                    | jeśli zdobywca pucharu zajął miejsce w lidze nieupoważniające do gry w Lidze Mistrzów (tj. 3 i niższe) |
| 9-16    | Słowenia • Austria • Hiszpania • Rumunia • Serbia • Czarnogóra • Bułgaria • Czechy | A     | mistrz kraju   |                    |                    | |

### Ranking CEV
| Ranking      | Państwo      | Punkty       | Liczba drużyn |
| ------------ | ------------ | ------------ | ------------- |
| 1            | Włochy       | 470,33       | 3             |
| 2            | Polska       | 399,34       | 3             |
| 3            | Rosja        | 383,33       | 2+1           |
| 4            | Belgia       | 343,33       | 2             |
| 5            | Turcja       | 315,67       | 2+1           |
| 6            | Francja      | 301,01       | 2             |
| 7            | Niemcy       | 282,00       | 2             |
| 8            | Grecja       | 265,66       | 1             |
| 9            | Słowenia     | 243,00       | 1             |
| 10           | Austria      | 239,67       | 1+1           |
| 11           | Hiszpania    | 216,00       | 0             |
| 12           | Rumunia      | 203,33       | 1             |
| 13           | Serbia       | 197,33       | 0             |
| 14           | Czarnogóra   | 149,66       | 1             |
| 15           | Bułgaria     | 145,00       | 1             |
| 16           | Czechy       | 130,33       | 1+1           |
| 17           | Szwajcaria   | 118,00       | +1            |
| Dzikie karty | Dzikie karty | Dzikie karty | 5             |

### Uczestnicy
| Państwo      | Drużyna                                 |
| ------------ | --------------------------------------- |
| Austria      | SK Posojilnica Aich/Dob (L1)            |
| Belgia       | Knack Roeselare (L1 + P1)               |
| Belgia       | Noliko Maaseik (L2)                     |
| Bułgaria     | Marek Junion-Iwkoni Dupnica (L1 + P1)   |
| Czechy       | VK Ostrava (L1)                         |
| Czarnogóra   | Budvanska Rivijera Budva (L1 + P1)      |
| Francja      | Tours VB (L1 + P1)                      |
| Francja      | Paris Volley (L2)                       |
| Grecja       | Olympiakos SFP (L1 + P1)                |
| Niemcy       | Berlin Recycling Volleys (L1)           |
| Niemcy       | VfB Friedrichshafen (L2 + P1)           |
| Polska       | Asseco Resovia Rzeszów (L1)             |
| Polska       | ZAKSA Kędzierzyn-Koźle (L2 + P1)        |
| Polska       | Jastrzębski Węgiel (L3)                 |
| Rosja        | Biełogorje Biełgorod (L1 + P1)          |
| Rosja        | Zenit Kazań (L3)                        |
| Rumunia      | Tomis Konstanca (L1 + P1)               |
| Słowenia     | ACH Volley Lublana (L1 + P1)            |
| Turcja       | Arkas Spor Izmir (L1)                   |
| Turcja       | Halkbank (L2 + P1)                      |
| Włochy       | Diatec Trentino (L1 + P1)               |
| Włochy       | Copra Elior Piacenza (L2)               |
| Włochy       | Lube Banca Marche Macerata (L3)         |
| Dzikie karty |                                         |
| Austria      | Hypo Tirol Volleyballteam (L2 + P1)     |
| Czechy       | VK Jihostroj České Budějovice (L2 + P1) |
| Rosja        | Lokomotiw Nowosybirsk (L5 + LM1)        |
| Szwajcaria   | Energy Investments Lugano (L1)          |
| Turcja       | Galatasaray FXTCR (L3)                  |

## Rozgrywki

### Faza grupowa
awans do fazy play-off
     relegacja do Pucharu CEV
     gospodarz turnieju finałowego

#### Grupa A
Tabela
| Lp. | Drużyna                     | Pkt | Mecze | Mecze   | Mecze   | Sety | Sety | Sety  | Małe punkty | Małe punkty | Małe punkty |
| Lp. | Drużyna                     | Pkt | M     | W (3:2) | P (2:3) | wyg. | prz. | ratio | zdob.       | str.        | ratio       |
| --- | --------------------------- | --- | ----- | ------- | ------- | ---- | ---- | ----- | ----------- | ----------- | ----------- |
| 1   | Copra Elior Piacenza        | 16  | 6     | 5 (0)   | 1 (1)   | 17   | 5    | 3.400 | 519         | 454         | 1.143       |
| 2   | Tours VB                    | 13  | 6     | 5 (2)   | 1 (0)   | 15   | 8    | 1.875 | 533         | 483         | 1.104       |
| 3   | ACH Volley Lublana          | 4   | 6     | 1 (0)   | 5 (1)   | 8    | 15   | 0.533 | 498         | 541         | 0.921       |
| 4   | Marek Junion-Iwkoni Dupnica | 3   | 6     | 1 (0)   | 5 (0)   | 3    | 15   | 0.200 | 373         | 445         | 0.838       |

Źródło: cev.lu
Punktacja: 3:0 i 3:1 – 3 pkt; 3:2 – 2 pkt; 2:3 – 1 pkt; 1:3 i 0:3 – 0 pkt
Zasady ustalania kolejności: 1. liczba punktów; 2. stosunek setów; 3. stosunek małych punktów; 4. bilans w bezpośrednich meczach
Wyniki spotkań
| Data       | Godz. | Drużyna 1                   | Wynik | Drużyna 2                   | 1     | 2     | 3     | 4     | 5     | Widzów | *  |
| ---------- | ----- | --------------------------- | ----- | --------------------------- | ----- | ----- | ----- | ----- | ----- | ------ | -- |
| 23.10.2013 | 20:30 | Copra Elior Piacenza        | 3:1   | ACH Volley Lublana          | 25:18 | 24:26 | 25:14 | 25:23 |       | 1410   | 1  |
| 24.10.2013 | 20:00 | Marek Junion-Iwkoni Dupnica | 0:3   | Tours VB                    | 23:25 | 21:25 | 23:25 |       |       | 1200   | 2  |
|            |       |                             |       |                             |       |       |       |       |       |        |    |
| 30.10.2013 | 20:30 | Tours VB                    | 3:2   | Copra Elior Piacenza        | 25:19 | 27:29 | 25:13 | 22:25 | 15:10 | 2900   | 3  |
| 29.10.2013 | 18:00 | ACH Volley Lublana          | 3:0   | Marek Junion-Iwkoni Dupnica | 27:25 | 25:18 | 25:17 |       |       | 1500   | 4  |
|            |       |                             |       |                             |       |       |       |       |       |        |    |
| 07.11.2013 | 20:30 | Copra Elior Piacenza        | 3:0   | Marek Junion-Iwkoni Dupnica | 25:15 | 25:21 | 26:24 |       |       | 1100   | 5  |
| 05.11.2013 | 18:00 | ACH Volley Lublana          | 1:3   | Tours VB                    | 25:23 | 26:28 | 21:25 | 17:25 |       | 2000   | 6  |
|            |       |                             |       |                             |       |       |       |       |       |        |    |
| 04.12.2013 | 20:30 | Tours VB                    | 3:2   | ACH Volley Lublana          | 26:24 | 22:25 | 25:21 | 21:25 | 15:7  | 2800   | 7  |
| 05.12.2013 | 20:00 | Marek Junion-Iwkoni Dupnica | 0:3   | Copra Elior Piacenza        | 24:26 | 19:25 | 14:25 |       |       | 810    | 8  |
|            |       |                             |       |                             |       |       |       |       |       |        |    |
| 12.12.2013 | 17:00 | Marek Junion-Iwkoni Dupnica | 3:0   | ACH Volley Lublana          | 25:22 | 25:21 | 25:23 |       |       | 600    | 9  |
| 12.12.2013 | 20:30 | Copra Elior Piacenza        | 3:0   | Tours VB                    | 25:14 | 25:22 | 25:23 |       |       | 1875   | 10 |
|            |       |                             |       |                             |       |       |       |       |       |        |    |
| 18.12.2013 | 20:30 | Tours VB                    | 3:0   | Marek Junion-Iwkoni Dupnica | 25:17 | 25:15 | 25:22 |       |       | 2600   | 11 |
| 18.12.2013 | 20:30 | ACH Volley Lublana          | 1:3   | Copra Elior Piacenza        | 25:22 | 21:25 | 15:25 | 22:25 |       | 2920   | 12 |

#### Grupa B
Tabela
| Lp. | Drużyna              | Pkt | Mecze | Mecze   | Mecze   | Sety | Sety | Sety  | Małe punkty | Małe punkty | Małe punkty |
| Lp. | Drużyna              | Pkt | M     | W (3:2) | P (2:3) | wyg. | prz. | ratio | zdob.       | str.        | ratio       |
| --- | -------------------- | --- | ----- | ------- | ------- | ---- | ---- | ----- | ----------- | ----------- | ----------- |
| 1   | Biełogorje Biełgorod | 18  | 6     | 6 (0)   | 0 (0)   | 18   | 0    | MAX   | 456         | 348         | 1.310       |
| 2   | Noliko Maaseik       | 12  | 6     | 4 (0)   | 2 (0)   | 10   | 9    | 1.111 | 439         | 420         | 1.045       |
| 3   | Olympiakos SFP       | 12  | 6     | 4 (0)   | 2 (0)   | 9    | 11   | 0.818 | 460         | 483         | 0.952       |
| 4   | VK Ostrava           | 0   | 6     | 0 (0)   | 6 (0)   | 1    | 18   | 0.056 | 373         | 477         | 0.782       |

Źródło: cev.lu
Punktacja: 3:0 i 3:1 – 3 pkt; 3:2 – 2 pkt; 2:3 – 1 pkt; 1:3 i 0:3 – 0 pkt
Zasady ustalania kolejności: 1. liczba punktów; 2. stosunek setów; 3. stosunek małych punktów; 4. bilans w bezpośrednich meczach
Wyniki spotkań
| Data       | Godz. | Drużyna 1            | Wynik | Drużyna 2            | 1     | 2     | 3     | 4     | 5 | Widzów | *  |
| ---------- | ----- | -------------------- | ----- | -------------------- | ----- | ----- | ----- | ----- | - | ------ | -- |
| 22.10.2013 | 20:00 | VK Ostrava           | 1:3   | Olympiakos SFP       | 25:22 | 22:25 | 22:25 | 20:25 |   | 850    | 13 |
| 23.10.2013 | 19:00 | Biełogorje Biełgorod | 3:0   | Noliko Maaseik       | 25:22 | 25:11 | 25:18 |       |   | 3500   | 14 |
|            |       |                      |       |                      |       |       |       |       |   |        |    |
| 29.10.2013 | 20:30 | Noliko Maaseik       | 3:0   | VK Ostrava           | 25:10 | 25:20 | 25:15 |       |   | 1750   | 15 |
| 30.10.2013 | 18:00 | Olympiakos SFP       | 0:3   | Biełogorje Biełgorod | 19:25 | 21:25 | 25:27 |       |   | 1100   | 16 |
|            |       |                      |       |                      |       |       |       |       |   |        |    |
| 05.11.2013 | 20:00 | VK Ostrava           | 0:3   | Biełogorje Biełgorod | 19:25 | 27:29 | 18:25 |       |   | 1050   | 17 |
| 06.11.2013 | 18:00 | Olympiakos SFP       | 3:1   | Noliko Maaseik       | 28:26 | 25:22 | 23:25 | 25:23 |   | 1000   | 18 |
|            |       |                      |       |                      |       |       |       |       |   |        |    |
| 03.12.2013 | 20:30 | Noliko Maaseik       | 3:0   | Olympiakos SFP       | 25:18 | 31:29 | 25:18 |       |   | 2150   | 19 |
| 03.12.2013 | 19:00 | Biełogorje Biełgorod | 3:0   | VK Ostrava           | 25:15 | 25:20 | 25:16 |       |   | 2700   | 20 |
|            |       |                      |       |                      |       |       |       |       |   |        |    |
| 11.12.2013 | 19:00 | Biełogorje Biełgorod | 3:0   | Olympiakos SFP       | 25:15 | 25:23 | 25:18 |       |   | 3500   | 21 |
| 10.12.2013 | 20:00 | VK Ostrava           | 0:3   | Noliko Maaseik       | 18:25 | 18:25 | 23:25 |       |   | 1100   | 22 |
|            |       |                      |       |                      |       |       |       |       |   |        |    |
| 18.12.2013 | 20:30 | Noliko Maaseik       | 0:3   | Biełogorje Biełgorod | 22:25 | 21:25 | 18:25 |       |   | 2400   | 23 |
| 18.12.2013 | 18:00 | Olympiakos SFP       | 3:0   | VK Ostrava           | 25:20 | 25:21 | 26:24 |       |   | 950    | 24 |

#### Grupa C
Tabela
| Lp. | Drużyna                       | Pkt | Mecze | Mecze   | Mecze   | Sety | Sety | Sety  | Małe punkty | Małe punkty | Małe punkty |
| Lp. | Drużyna                       | Pkt | M     | W (3:2) | P (2:3) | wyg. | prz. | ratio | zdob.       | str.        | ratio       |
| --- | ----------------------------- | --- | ----- | ------- | ------- | ---- | ---- | ----- | ----------- | ----------- | ----------- |
| 1   | Asseco Resovia Rzeszów        | 13  | 6     | 4 (0)   | 2 (1)   | 14   | 7    | 2.000 | 502         | 449         | 1.118       |
| 2   | Budvanska Rivijera Budva      | 12  | 6     | 4 (1)   | 2 (1)   | 14   | 9    | 1.556 | 530         | 488         | 1.086       |
| 3   | Paris Volley                  | 11  | 6     | 4 (1)   | 2 (0)   | 12   | 9    | 1.333 | 483         | 476         | 1.015       |
| 4   | VK Jihostroj České Budějovice | 0   | 6     | 0 (0)   | 6 (0)   | 3    | 18   | 0.167 | 421         | 523         | 0.805       |

Źródło: cev.lu
Punktacja: 3:0 i 3:1 – 3 pkt; 3:2 – 2 pkt; 2:3 – 1 pkt; 1:3 i 0:3 – 0 pkt
Zasady ustalania kolejności: 1. liczba punktów; 2. stosunek setów; 3. stosunek małych punktów; 4. bilans w bezpośrednich meczach
Wyniki spotkań
| Data       | Godz. | Drużyna 1                     | Wynik | Drużyna 2                     | 1     | 2     | 3     | 4     | 5     | Widzów | *  |
| ---------- | ----- | ----------------------------- | ----- | ----------------------------- | ----- | ----- | ----- | ----- | ----- | ------ | -- |
| 24.10.2013 | 20:30 | Paris Volley                  | 0:3   | Asseco Resovia Rzeszów        | 20:25 | 26:28 | 11:25 |       |       | 2000   | 25 |
| 24.10.2013 | 18:00 | Budvanska Rivijera Budva      | 3:0   | VK Jihostroj České Budějovice | 25:18 | 25:18 | 25:15 |       |       | 740    | 26 |
|            |       |                               |       |                               |       |       |       |       |       |        |    |
| 29.10.2013 | 20:00 | VK Jihostroj České Budějovice | 1:3   | Paris Volley                  | 18:25 | 23:25 | 25:21 | 29:31 |       | 1600   | 27 |
| 30.10.2013 | 18:00 | Asseco Resovia Rzeszów        | 2:3   | Budvanska Rivijera Budva      | 23:25 | 26:28 | 25:23 | 25:20 | 12:15 | 3850   | 28 |
|            |       |                               |       |                               |       |       |       |       |       |        |    |
| 07.11.2013 | 20:30 | Paris Volley                  | 3:0   | Budvanska Rivijera Budva      | 25:25 | 25:16 | 25:19 |       |       | 500    | 29 |
| 06.11.2013 | 20:30 | Asseco Resovia Rzeszów        | 3:1   | VK Jihostroj České Budějovice | 25:22 | 22:25 | 25:16 | 25:16 |       | 3500   | 30 |
|            |       |                               |       |                               |       |       |       |       |       |        |    |
| 04.12.2013 | 20:00 | VK Jihostroj České Budějovice | 0:3   | Asseco Resovia Rzeszów        | 18:25 | 24:26 | 19:25 |       |       | 1500   | 31 |
| 05.12.2013 | 18:00 | Budvanska Rivijera Budva      | 2:3   | Paris Volley                  | 26:28 | 22:25 | 25:12 | 27:25 | 12:15 | 1200   | 32 |
|            |       |                               |       |                               |       |       |       |       |       |        |    |
| 12.12.2013 | 18:00 | Budvanska Rivijera Budva      | 3:0   | Asseco Resovia Rzeszów        | 25:22 | 25:21 | 25:22 |       |       | 1100   | 33 |
| 11.12.2013 | 20:30 | Paris Volley                  | 3:0   | VK Jihostroj České Budějovice | 25:13 | 25:19 | 26:24 |       |       | 1500   | 34 |
|            |       |                               |       |                               |       |       |       |       |       |        |    |
| 18.12.2013 | 18:00 | VK Jihostroj České Budějovice | 1:3   | Budvanska Rivijera Budva      | 20:25 | 25:22 | 16:25 | 18:25 |       | 1500   | 35 |
| 18.12.2013 | 20:30 | Asseco Resovia Rzeszów        | 3:0   | Paris Volley                  | 25:20 | 25:23 | 25:23 |       |       | 4400   | 36 |

#### Grupa D
Tabela
| Lp. | Drużyna                   | Pkt | Mecze | Mecze   | Mecze   | Sety | Sety | Sety  | Małe punkty | Małe punkty | Małe punkty |
| Lp. | Drużyna                   | Pkt | M     | W (3:2) | P (2:3) | wyg. | prz. | ratio | zdob.       | str.        | ratio       |
| --- | ------------------------- | --- | ----- | ------- | ------- | ---- | ---- | ----- | ----------- | ----------- | ----------- |
| 1   | Diatec Trentino           | 15  | 6     | 5 (0)   | 1 (0)   | 15   | 4    | 3.750 | 454         | 374         | 1.214       |
| 2   | Berlin Recycling Volleys  | 15  | 6     | 5 (0)   | 1 (0)   | 16   | 5    | 3.200 | 513         | 428         | 1.199       |
| 3   | Energy Investments Lugano | 4   | 6     | 2 (2)   | 4 (0)   | 7    | 16   | 0.438 | 438         | 525         | 0.834       |
| 4   | Arkas Spor                | 2   | 6     | 0 (0)   | 6 (2)   | 5    | 18   | 0.278 | 450         | 528         | 0.852       |

Źródło: cev.lu
Punktacja: 3:0 i 3:1 – 3 pkt; 3:2 – 2 pkt; 2:3 – 1 pkt; 1:3 i 0:3 – 0 pkt
Zasady ustalania kolejności: 1. liczba punktów; 2. stosunek setów; 3. stosunek małych punktów; 4. bilans w bezpośrednich meczach
Wyniki spotkań
| Data       | Godz. | Drużyna 1                 | Wynik | Drużyna 2                 | 1     | 2     | 3     | 4     | 5     | Widzów | *  |
| ---------- | ----- | ------------------------- | ----- | ------------------------- | ----- | ----- | ----- | ----- | ----- | ------ | -- |
| 23.10.2013 | 18:00 | Energy Investments Lugano | 3:2   | Arkas Spor Izmir          | 18:25 | 25:20 | 25:21 | 20:25 | 15:9  | 1200   | 37 |
| 24.10.2013 | 20:30 | Diatec Trentino           | 3:1   | Berlin Recycling Volleys  | 25:20 | 21:25 | 29:27 | 25:21 |       | 1463   | 38 |
|            |       |                           |       |                           |       |       |       |       |       |        |    |
| 30.10.2013 | 20:30 | Diatec Trentino           | 3:0   | Energy Investments Lugano | 25:16 | 25:15 | 25:23 |       |       | 1601   | 39 |
| 29.10.2013 | 19:00 | Arkas Spor Izmir          | 1:3   | Berlin Recycling Volleys  | 25:23 | 15:25 | 20:25 | 21:25 |       | 3000   | 40 |
|            |       |                           |       |                           |       |       |       |       |       |        |    |
| 06.11.2013 | 18:00 | Energy Investments Lugano | 1:3   | Berlin Recycling Volleys  | 25:22 | 15:25 | 22:25 | 18:25 |       | 1200   | 41 |
| 06.11.2013 | 18:30 | Arkas Spor Izmir          | 0:3   | Diatec Trentino           | 15:25 | 21:25 | 13:25 |       |       | 700    | 42 |
|            |       |                           |       |                           |       |       |       |       |       |        |    |
| 04.12.2013 | 20:30 | Diatec Trentino           | 3:0   | Arkas Spor Izmir          | 25:21 | 26:24 | 25:15 |       |       | 1600   | 43 |
| 04.12.2013 | 19:30 | Berlin Recycling Volleys  | 3:0   | Energy Investments Lugano | 25:21 | 25:18 | 25:18 |       |       | 4111   | 44 |
|            |       |                           |       |                           |       |       |       |       |       |        |    |
| 10.12.2013 | 19:30 | Berlin Recycling Volleys  | 3:0   | Arkas Spor Izmir          | 25:20 | 25:23 | 25:14 |       |       | 3784   | 45 |
| 10.12.2013 | 18:00 | Energy Investments Lugano | 0:3   | Diatec Trentino           | 16:25 | 12:25 | 15:25 |       |       | 1500   | 46 |
|            |       |                           |       |                           |       |       |       |       |       |        |    |
| 18.12.2013 | 19:30 | Berlin Recycling Volleys  | 3:0   | Diatec Trentino           | 25:16 | 25:18 | 25:19 |       |       | 4521   | 47 |
| 18.12.2013 | 20:30 | Arkas Spor Izmir          | 2:3   | Energy Investments Lugano | 25:16 | 25:20 | 23:25 | 17:25 | 13:15 | 800    | 48 |

#### Grupa E
Tabela
| Lp. | Drużyna                    | Pkt | Mecze | Mecze   | Mecze   | Sety | Sety | Sety  | Małe punkty | Małe punkty | Małe punkty |
| Lp. | Drużyna                    | Pkt | M     | W (3:2) | P (2:3) | wyg. | prz. | ratio | zdob.       | str.        | ratio       |
| --- | -------------------------- | --- | ----- | ------- | ------- | ---- | ---- | ----- | ----------- | ----------- | ----------- |
| 1   | Zenit Kazań                | 14  | 6     | 5 (1)   | 1 (0)   | 15   | 9    | 1.667 | 553         | 503         | 1.099       |
| 2   | Lube Banca Marche Macerata | 12  | 6     | 4 (1)   | 2 (1)   | 15   | 8    | 1.875 | 524         | 490         | 1.069       |
| 3   | Lokomotiw Nowosybirsk      | 8   | 6     | 2 (0)   | 4 (2)   | 12   | 13   | 0.923 | 553         | 549         | 1.007       |
| 4   | SK Posojilnica Aich/Dob    | 2   | 6     | 1 (1)   | 5 (0)   | 5    | 17   | 0.294 | 433         | 521         | 0.831       |

Źródło: cev.lu
Punktacja: 3:0 i 3:1 – 3 pkt; 3:2 – 2 pkt; 2:3 – 1 pkt; 1:3 i 0:3 – 0 pkt
Zasady ustalania kolejności: 1. liczba punktów; 2. stosunek setów; 3. stosunek małych punktów; 4. bilans w bezpośrednich meczach
Wyniki spotkań
| Data       | Godz. | Drużyna 1                  | Wynik | Drużyna 2                  | 1     | 2     | 3     | 4     | 5     | Widzów | *  |
| ---------- | ----- | -------------------------- | ----- | -------------------------- | ----- | ----- | ----- | ----- | ----- | ------ | -- |
| 22.10.2013 | 20:30 | Lube Banca Marche Macerata | 3:0   | Zenit Kazań                | 27:25 | 25:21 | 25:22 |       |       | 1780   | 49 |
| 24.10.2013 | 19:00 | Lokomotiw Nowosybirsk      | 3:0   | SK Posojilnica Aich/Dob    | 25:20 | 25:18 | 25:22 |       |       | 2000   | 50 |
|            |       |                            |       |                            |       |       |       |       |       |        |    |
| 30.10.2013 | 20:25 | SK Posojilnica Aich/Dob    | 0:3   | Lube Banca Marche Macerata | 20:25 | 19:25 | 17:25 |       |       | 1600   | 51 |
| 30.10.2013 | 19:00 | Zenit Kazań                | 3:1   | Lokomotiw Nowosybirsk      | 14:25 | 25:13 | 25:21 | 25:19 |       | 2000   | 52 |
|            |       |                            |       |                            |       |       |       |       |       |        |    |
| 06.11.2013 | 20:30 | Lube Banca Marche Macerata | 3:2   | Lokomotiw Nowosybirsk      | 25:19 | 22:25 | 29:27 | 22:25 | 15:12 | 1980   | 53 |
| 06.11.2013 | 19:00 | Zenit Kazań                | 3:1   | SK Posojilnica Aich/Dob    | 25:14 | 19:25 | 25:15 | 25:19 |       | 2000   | 54 |
|            |       |                            |       |                            |       |       |       |       |       |        |    |
| 03.12.2013 | 20:25 | SK Posojilnica Aich/Dob    | 1:3   | Zenit Kazań                | 25:20 | 22:25 | 13:25 | 20:25 |       | 1700   | 55 |
| 03.12.2013 | 19:00 | Lokomotiw Nowosybirsk      | 3:1   | Lube Banca Marche Macerata | 25:23 | 25:15 | 19:25 | 25:17 |       | 1650   | 56 |
|            |       |                            |       |                            |       |       |       |       |       |        |    |
| 10.12.2013 | 19:00 | Lokomotiw Nowosybirsk      | 1:3   | Zenit Kazań                | 23:25 | 24:26 | 25:21 | 19:25 |       | 1750   | 57 |
| 10.12.2013 | 20:30 | Lube Banca Marche Macerata | 3:0   | SK Posojilnica Aich/Dob    | 25:19 | 25:16 | 25:19 |       |       | 1593   | 58 |
|            |       |                            |       |                            |       |       |       |       |       |        |    |
| 18.12.2013 | 20:25 | SK Posojilnica Aich/Dob    | 3:2   | Lokomotiw Nowosybirsk      | 25:21 | 22:25 | 23:25 | 25:23 | 15:13 | 1800   | 59 |
| 18.12.2013 | 19:00 | Zenit Kazań                | 3:2   | Lube Banca Marche Macerata | 21:25 | 24:26 | 25:22 | 25:23 | 15:8  | 4700   | 60 |

#### Grupa F
Tabela
| Lp. | Drużyna                   | Pkt | Mecze | Mecze   | Mecze   | Sety | Sety | Sety  | Małe punkty | Małe punkty | Małe punkty |
| Lp. | Drużyna                   | Pkt | M     | W (3:2) | P (2:3) | wyg. | prz. | ratio | zdob.       | str.        | ratio       |
| --- | ------------------------- | --- | ----- | ------- | ------- | ---- | ---- | ----- | ----------- | ----------- | ----------- |
| 1   | Jastrzębski Węgiel        | 14  | 6     | 5 (1)   | 1 (0)   | 16   | 8    | 2.000 | 587         | 554         | 1.060       |
| 2   | Halkbank                  | 13  | 6     | 4 (0)   | 2 (1)   | 15   | 8    | 1.875 | 567         | 519         | 1.092       |
| 3   | Tomis Konstanca           | 9   | 6     | 3 (0)   | 3 (0)   | 12   | 12   | 1.000 | 552         | 536         | 1.030       |
| 4   | Hypo Tirol Volleyballteam | 0   | 6     | 0 (0)   | 6 (0)   | 3    | 18   | 0.167 | 423         | 520         | 0.813       |

Źródło: cev.lu
Punktacja: 3:0 i 3:1 – 3 pkt; 3:2 – 2 pkt; 2:3 – 1 pkt; 1:3 i 0:3 – 0 pkt
Zasady ustalania kolejności: 1. liczba punktów; 2. stosunek setów; 3. stosunek małych punktów; 4. bilans w bezpośrednich meczach
Wyniki spotkań
| Data       | Godz. | Drużyna 1                 | Wynik | Drużyna 2                 | 1     | 2     | 3     | 4     | 5     | Widzów | *  |
| ---------- | ----- | ------------------------- | ----- | ------------------------- | ----- | ----- | ----- | ----- | ----- | ------ | -- |
| 23.10.2013 | 20:30 | Hypo Tirol Volleyballteam | 1:3   | Tomis Konstanca           | 14:25 | 21:25 | 25:22 | 16:25 |       | 1213   | 61 |
| 23.10.2013 | 20:30 | Halkbank                  | 3:1   | Jastrzębski Węgiel        | 34:36 | 25:16 | 25:17 | 25:20 |       | 2300   | 62 |
|            |       |                           |       |                           |       |       |       |       |       |        |    |
| 30.10.2013 | 20:30 | Jastrzębski Węgiel        | 3:0   | Hypo Tirol Volleyballteam | 25:23 | 25:22 | 25:20 |       |       | 2500   | 63 |
| 30.10.2013 | 20:30 | Tomis Konstanca           | 1:3   | Halkbank                  | 23:25 | 25:19 | 23:25 | 15:25 |       | 1500   | 64 |
|            |       |                           |       |                           |       |       |       |       |       |        |    |
| 06.11.2013 | 20:30 | Hypo Tirol Volleyballteam | 0:3   | Halkbank                  | 19:25 | 22:25 | 21:25 |       |       | 1300   | 65 |
| 06.11.2013 | 20:30 | Tomis Konstanca           | 1:3   | Jastrzębski Węgiel        | 25:22 | 19:25 | 15:25 | 20:25 |       | 1050   | 66 |
|            |       |                           |       |                           |       |       |       |       |       |        |    |
| 03.12.2013 | 20:30 | Jastrzębski Węgiel        | 3:1   | Tomis Konstanca           | 25:17 | 25:27 | 25:21 | 25:22 |       | 2700   | 67 |
| 03.12.2013 | 20:30 | Halkbank                  | 3:0   | Hypo Tirol Volleyballteam | 25:18 | 25:18 | 25:15 |       |       | 2000   | 68 |
|            |       |                           |       |                           |       |       |       |       |       |        |    |
| 11.12.2013 | 20:30 | Halkbank                  | 1:3   | Tomis Konstanca           | 21:25 | 29:27 | 23:25 | 21:25 |       | 500    | 69 |
| 11.12.2013 | 20:30 | Hypo Tirol Volleyballteam | 1:3   | Jastrzębski Węgiel        | 25:19 | 26:28 | 21:25 | 22:25 |       | 1200   | 70 |
|            |       |                           |       |                           |       |       |       |       |       |        |    |
| 18.12.2013 | 20:30 | Jastrzębski Węgiel        | 3:2   | Halkbank                  | 25:27 | 25:18 | 37:39 | 25:21 | 17:15 | 2850   | 71 |
| 18.12.2013 | 20:30 | Tomis Konstanca           | 3:1   | Hypo Tirol Volleyballteam | 25:12 | 25:15 | 26:28 | 25:20 |       | 1000   | 72 |

#### Grupa G
Tabela
| Lp. | Drużyna                | Pkt | Mecze | Mecze   | Mecze   | Sety | Sety | Sety  | Małe punkty | Małe punkty | Małe punkty |
| Lp. | Drużyna                | Pkt | M     | W (3:2) | P (2:3) | wyg. | prz. | ratio | zdob.       | str.        | ratio       |
| --- | ---------------------- | --- | ----- | ------- | ------- | ---- | ---- | ----- | ----------- | ----------- | ----------- |
| 1   | Knack Roeselare        | 17  | 6     | 6 (1)   | 0 (0)   | 18   | 6    | 3.000 | 586         | 543         | 1.079       |
| 2   | VfB Friedrichshafen    | 9   | 6     | 2 (0)   | 4 (3)   | 13   | 13   | 1.000 | 592         | 577         | 1.026       |
| 3   | ZAKSA Kędzierzyn-Koźle | 8   | 6     | 3 (2)   | 3 (1)   | 13   | 13   | 1.000 | 582         | 577         | 1.009       |
| 4   | Galatasaray FXTCR      | 2   | 6     | 1 (1)   | 5 (0)   | 5    | 17   | 0.294 | 471         | 535         | 0.880       |

Źródło: cev.lu
Punktacja: 3:0 i 3:1 – 3 pkt; 3:2 – 2 pkt; 2:3 – 1 pkt; 1:3 i 0:3 – 0 pkt
Zasady ustalania kolejności: 1. liczba punktów; 2. stosunek setów; 3. stosunek małych punktów; 4. bilans w bezpośrednich meczach
Wyniki spotkań
| Data       | Godz. | Drużyna 1              | Wynik | Drużyna 2              | 1     | 2     | 3     | 4     | 5     | Widzów | *  |
| ---------- | ----- | ---------------------- | ----- | ---------------------- | ----- | ----- | ----- | ----- | ----- | ------ | -- |
| 22.10.2013 | 20:30 | Knack Roeselare        | 3:1   | VfB Friedrichshafen    | 20:25 | 31:29 | 25:17 | 25:23 |       | 1490   | 73 |
| 23.10.2013 | 18:00 | ZAKSA Kędzierzyn-Koźle | 3:0   | Galatasaray FXTCR      | 25:23 | 25:18 | 25:22 |       |       | 1600   | 74 |
|            |       |                        |       |                        |       |       |       |       |       |        |    |
| 30.10.2013 | 17:30 | Galatasaray FXTCR      | 0:3   | Knack Roeselare        | 21:25 | 23:25 | 19:25 |       |       | 425    | 75 |
| 30.10.2013 | 19:00 | VfB Friedrichshafen    | 2:3   | ZAKSA Kędzierzyn-Koźle | 22:25 | 25:15 | 18:25 | 25:19 | 20:22 | 1800   | 76 |
|            |       |                        |       |                        |       |       |       |       |       |        |    |
| 05.11.2013 | 20:30 | Knack Roeselare        | 3:1   | ZAKSA Kędzierzyn-Koźle | 25:22 | 20:25 | 25:20 | 25:23 |       | 1650   | 77 |
| 06.11.2013 | 19:00 | VfB Friedrichshafen    | 3:0   | Galatasaray FXTCR      | 25:16 | 25:20 | 25:17 |       |       | 1500   | 78 |
|            |       |                        |       |                        |       |       |       |       |       |        |    |
| 03.12.2013 | 20:00 | Galatasaray FXTCR      | 1:3   | VfB Friedrichshafen    | 19:25 | 22:25 | 25:23 | 20:25 |       | 300    | 79 |
| 04.12.2013 | 18:00 | ZAKSA Kędzierzyn-Koźle | 1:3   | Knack Roeselare        | 26:28 | 15:25 | 25:17 | 23:25 |       | 1700   | 80 |
|            |       |                        |       |                        |       |       |       |       |       |        |    |
| 11.12.2013 | 18:00 | ZAKSA Kędzierzyn-Koźle | 3:2   | VfB Friedrichshafen    | 25:17 | 23:25 | 21:25 | 31:29 | 15:11 | 1100   | 81 |
| 10.12.2013 | 20:30 | Knack Roeselare        | 3:1   | Galatasaray FXTCR      | 25:21 | 33:31 | 22:25 | 25:22 |       | 1900   | 82 |
|            |       |                        |       |                        |       |       |       |       |       |        |    |
| 18.12.2013 | 18:00 | Galatasaray FXTCR      | 3:2   | ZAKSA Kędzierzyn-Koźle | 21:25 | 25:23 | 20:25 | 26:24 | 15:10 | 250    | 83 |
| 18.12.2013 | 19:00 | VfB Friedrichshafen    | 2:3   | Knack Roeselare        | 25:21 | 25:22 | 31:33 | 16:25 | 11:15 | 2000   | 84 |

### Faza play-off

#### Runda 12
| Data               | Godz. | Drużyna 1                  | Wynik | Drużyna 2            | 1     | 2     | 3     | 4     | 5     | Widzów | *  |
| ------------------ | ----- | -------------------------- | ----- | -------------------- | ----- | ----- | ----- | ----- | ----- | ------ | -- |
| 16.01.2014         | 19:30 | Berlin Recycling Volleys   | 0:3   | Zenit Kazań          | 20:25 | 22:25 | 20:25 |       |       | 6349   | 85 |
| 21.01.2014         | 19:30 | Berlin Recycling Volleys   | 0:3   | Zenit Kazań          | 11:25 | 20:25 | 23:25 |       |       | 3500   | 86 |
|                    |       |                            |       |                      |       |       |       |       |       |        |    |
| 16.01.2014         | 20:30 | Lube Banca Marche Macerata | 3:0   | Copra Elior Piacenza | 25:22 | 25:21 | 25:23 |       |       | 2230   | 87 |
| 23.01.2014         | 20:30 | Lube Banca Marche Macerata | 0:31  | Copra Elior Piacenza | 22:25 | 19:25 | 20:25 |       |       | 3422   | 88 |
|                    |       |                            |       |                      |       |       |       |       |       |        |    |
| 15.01.2014         | 20:30 | Tours VB                   | 0:3   | Jastrzębski Węgiel   | 16:25 | 24:26 | 19:25 |       |       | 2700   | 89 |
| 22.01.2014         | 18:00 | Tours VB                   | 0:3   | Jastrzębski Węgiel   | 23:25 | 16:25 | 22:25 |       |       | 2950   | 90 |
|                    |       |                            |       |                      |       |       |       |       |       |        |    |
| 14.01.2014         | 20.30 | Asseco Resovia Rzeszów     | 3:1   | Knack Roeselare      | 22:25 | 25:17 | 25:20 | 25:18 |       | 4500   | 91 |
| 22.01.2014         | 20.30 | Asseco Resovia Rzeszów     | 3:1   | Knack Roeselare      | 25:18 | 26:28 | 25:16 | 25:18 |       | 2000   | 92 |
|                    |       |                            |       |                      |       |       |       |       |       |        |    |
| 14.01.2014         | 20:30 | Noliko Maaseik             | 1:3   | Diatec Trentino      | 25:22 | 15:25 | 24:26 | 18:25 |       | 2100   | 93 |
| 22.01.2014         | 20:30 | Noliko Maaseik             | 1:3   | Diatec Trentino      | 23:25 | 19:25 | 28:26 | 23:25 |       | 2031   | 94 |
|                    |       |                            |       |                      |       |       |       |       |       |        |    |
| 16.01.2014         | 18:00 | Budvanska Rivijera Budva   | 2:3   | Biełogorje Biełgorod | 25:15 | 24:26 | 15:25 | 25:19 | 10:15 | 927    | 95 |
| 22.01.2014         | 19:00 | Budvanska Rivijera Budva   | 0:3   | Biełogorje Biełgorod | 22:25 | 19:25 | 16:25 |       |       | 3700   | 96 |
| 1 złoty set: 13:15 |       |                            |       |                      |       |       |       |       |       |        |    |

#### Runda 6
| Data       | Godz. | Drużyna 1            | Wynik | Drużyna 2              | 1     | 2     | 3     | 4     | 5 | Widzów | *   |
| ---------- | ----- | -------------------- | ----- | ---------------------- | ----- | ----- | ----- | ----- | - | ------ | --- |
| 06.02.2014 | 20:30 | Copra Elior Piacenza | 0:3   | Zenit Kazań            | 23:25 | 22:25 | 22:25 |       |   | 3246   | 97  |
| 12.02.2014 | 19:30 | Copra Elior Piacenza | 0:3   | Zenit Kazań            | 21:25 | 20:25 | 22:25 |       |   | 4300   | 98  |
|            |       |                      |       |                        |       |       |       |       |   |        |     |
| 05.02.2014 | 17:45 | Jastrzębski Węgiel   | 3:0   | Asseco Resovia Rzeszów | 25:22 | 25:22 | 25:23 |       |   | 3000   | 99  |
| 11.02.2014 | 18:00 | Jastrzębski Węgiel   | 3:1   | Asseco Resovia Rzeszów | 27:25 | 23:25 | 26:24 | 26:24 |   |        | 100 |
|            |       |                      |       |                        |       |       |       |       |   |        |     |
| 05.02.2014 | 17:00 | Biełogorje Biełgorod | 3:0   | Diatec Trentino        | 25:20 | 25:20 | 25:18 |       |   | 4200   | 101 |
| 13.02.2014 | 20:30 | Biełogorje Biełgorod | 3:0   | Diatec Trentino        | 25:15 | 25:20 | 25:22 |       |   |        | 102 |

### Final Four
|  | Półfinały            | Półfinały |  |  |  | Finały               | Finały |
|  |                      |           |  |  |  |                      |        |
|  |                      |           |  |  |  |                      |        |
|  |                      |           |  |  |  |                      |        |
|  | Biełogorje Biełgorod | 3         |  |  |  |                      |        |
|  | Zenit Kazań          | 1         |  |  |  |                      |        |
|  |                      |           |  |  |  | Biełogorje Biełgorod | 3      |
|  |                      |           |  |  |  | Halkbank             | 1      |
|  | Jastrzębski Węgiel   | 0         |  |  |  |                      |        |
|  | Halkbank             | 3         |  |  |  |                      |        |
|  |                      |           |  |  |  | Zenit Kazań          | 1      |
|  |                      |           |  |  |  | Jastrzębski Węgiel   | 3      |

#### Półfinały
| Data       | Godz. | Drużyna 1            | Wynik | Drużyna 2   | 1     | 2     | 3     | 4     | 5 | Widzów | *   |
| ---------- | ----- | -------------------- | ----- | ----------- | ----- | ----- | ----- | ----- | - | ------ | --- |
| 22.03.2014 | 14:00 | Biełogorje Biełgorod | 3:1   | Zenit Kazań | 25:19 | 22:25 | 25:18 | 25:17 |   | 3750   | 103 |
| 22.03.2014 | 17:00 | Jastrzębski Węgiel   | 0:3   | Halkbank    | 21:25 | 19:25 | 19:25 |       |   | 7000   | 104 |

#### Mecz o 3. miejsce
| Data       | Godz. | Drużyna 1          | Wynik | Drużyna 2   | 1     | 2     | 3     | 4     | 5 | Widzów | *   |
| ---------- | ----- | ------------------ | ----- | ----------- | ----- | ----- | ----- | ----- | - | ------ | --- |
| 23.03.2014 | 13:00 | Jastrzębski Węgiel | 3:1   | Zenit Kazań | 25:21 | 20:25 | 25:17 | 25:23 |   | 3000   | 105 |

#### Finał
| Data       | Godz. | Drużyna 1 | Wynik | Drużyna 2            | 1     | 2     | 3     | 4     | 5 | Widzów | *   |
| ---------- | ----- | --------- | ----- | -------------------- | ----- | ----- | ----- | ----- | - | ------ | --- |
| 23.03.2014 | 16:00 | Halkbank  | 1:3   | Biełogorje Biełgorod | 18:25 | 25:22 | 16:25 | 25:27 |   | 7000   | 106 |

#### Nagrody indywidualne
| Najlepszy zawodnik (MVP) | Najlepszy punktujący | Najlepszy atakujący | Najlepszy blokujący | Najlepszy zagrywający | Najlepszy przyjmujący | Najlepszy libero | Najlepszy rozgrywający     | Nagroda Fair Play |
| ------------------------ | -------------------- | ------------------- | ------------------- | --------------------- | --------------------- | ---------------- | -------------------------- | ----------------- |
| Siergiej Tietiuchin      | Michal Lasko         | Maksim Michajłow    | Dmitrij Muserskij   | Emre Batur            | Matej Kazijski        | Damian Wojtaszek | Raphael Vieira de Oliveira | Aleksandr Wołkow  |

## Klasyfikacja końcowa
| Miejsce |                      |
| ------- | -------------------- |
| złoto   | Biełogorje Biełgorod |
| srebro  | Halkbank             |
| brąz    | Jastrzębski Węgiel   |
| 4.      | Zenit Kazań          |

     Awans na Klubowe Mistrzostwa Świata